# Gauliga Berlin-Brandenburg 1939/40
De Gauliga Berlin-Brandenburg 1939/40 was het zevende voetbalkampioenschap van de Gauliga Berlin-Brandenburg. De Gauliga werd in twee groepen verdeeld. SC Union 06 Oberschöneweide werd kampioen en plaatste zich voor de eindronde om de Duitse landstitel. De club werd groepswinnaar, maar moest nog eerst een play-off spelen tegen Rapid Wien om door te stoten naar de halve finale, en verloor deze play-off.

## Eindstand

### Groep A
| Plaats | Club                      | Wed. | W | G | V | Saldo | Ptn.  |
| ------ | ------------------------- | ---- | - | - | - | ----- | ----- |
| 1.     | SpVgg Blau-Weiß Berlin    | 10   | 4 | 4 | 2 | 19:13 | 12:8  |
| 2.     | Lufthansa SG Berlin       | 10   | 5 | 1 | 4 | 20:14 | 11:9  |
| 3.     | SV Elektra Berlin         | 10   | 4 | 3 | 3 | 19:23 | 11:9  |
| 4.     | Berliner SC Minerva 93    | 10   | 4 | 2 | 4 | 18:21 | 10:10 |
| 5.     | Hertha BSC                | 10   | 3 | 2 | 5 | 17:17 | 8:12  |
| 6.     | Berliner FC Viktoria 1889 | 10   | 4 | 0 | 6 | 20:25 | 8:12  |

|     | Kampioen        |
|     | Degradatie      |
| (K) | Titelverdediger |
| (N) | Promovendus     |

### Groep B
| Plaats | Club                        | Wed. | W | G | V | Saldo | Ptn.  |
| ------ | --------------------------- | ---- | - | - | - | ----- | ----- |
| 1.     | SC Union 06 Oberschöneweide | 10   | 7 | 1 | 2 | 30:18 | 15:5  |
| 2.     | Brandenburger SC 05         | 10   | 6 | 1 | 3 | 38:17 | 13:7  |
| 3.     | Spandauer SV                | 10   | 6 | 1 | 3 | 30:17 | 13:7  |
| 4.     | Berliner SV 92              | 10   | 4 | 2 | 4 | 21:25 | 10:10 |
| 5.     | Tennis Borussia Berlin      | 10   | 3 | 2 | 5 | 22:28 | 8:12  |
| 6.     | PSV Berlin                  | 10   | 0 | 1 | 9 | 9:45  | 1:19  |

### Finale
| Team 1                      | Uitslag  | Team 2                      |
| --------------------------- | -------- | --------------------------- |
| SC Union 06 Oberschöneweide | 1:2, 3:0 | SpVgg Blau-Weiß 1890 Berlin |

## Promotie-eindronde
| Plaats | Club                   | Wed. | W | G | V | Saldo | Ptn.  |
| ------ | ---------------------- | ---- | - | - | - | ----- | ----- |
| 1.     | SC Wacker 04 Tegel     | 8    | 7 | 0 | 1 | 39:10 | 14:02 |
| 2.     | Neuköllner SC Tasmania | 8    | 4 | 1 | 3 | 18:17 | 9:07  |
| 3.     | SV Sturm Grube Marga   | 8    | 4 | 0 | 4 | 17:20 | 8:08  |
| 4.     | BFC Preussen           | 8    | 3 | 1 | 4 | 14:19 | 7:09  |
| 5.     | SpVgg Potsdam 03       | 8    | 1 | 0 | 7 | 11:33 | 2:14  |

|  | Promotie naar Gauliga Berlin-Brandenburg 1940/41 |